# V838 Єдинорога

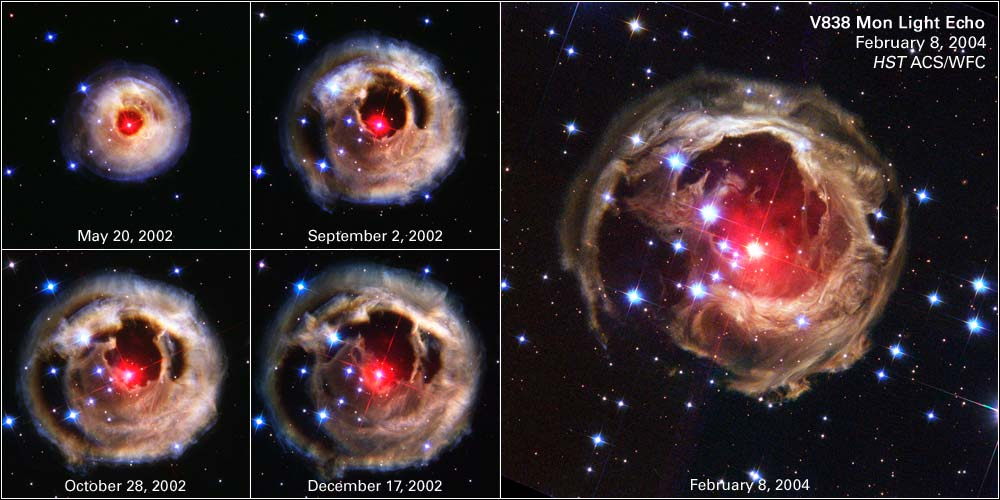
Зображення відображає розширення світлового відлуння у V838 Єдинорога. Зображення НАСА/ЄКА.

V838 Єдинорога (V838 Mon) — рідкісна змінна зоря в сузір'ї Єдинорога, що перебуває на відстані близько 20 000 світлових років (6 кпк) від Сонця. Зоря пережила серйозний спалах на початку 2002 року. Спочатку передбачалося, що це був спалах нової, але пізніше така гіпотеза була спростована. Причина спалаху досі незрозуміла, але було висунуто кілька гіпотез, наприклад, що вибух пов'язаний з процесами вмирання зірки та поглинання супутника або планет. Температура поверхні V838 Єдинорога — 3270 кельвінів, радіус — 380 радіусів Сонця, світність — у 15 000 разів більша за світність Сонця. Оцінки маси коливаються від 5 до 10 мас Сонця.

## Викид речовини
6 січня 2002 року в сузір'ї Єдинорога було помічено невідому зорю, яка збільшувала свою яскравість. Початкова крива блиску нагадувала нову: спалах, що відбувається, коли на поверхні білого карлика накопичується достатньо газоподібного водню із зорі-супутника. Тому вона була позначена як «Nova Monocerotis 2002». Видима зоряна величина досягла максимуму (6,75) 6 лютого 2002 року, після чого, як і очікувалося, почала швидко тьмяніти. Однак на початку березня яскравість зорі знову збільшилася, особливо в інфрачервоному діапазоні. Ще одне збільшення яскравості в інфрачервоному діапазоні сталося на початку квітня. У 2003 році видима зоряна величина зменшилася до 15,6, і зоря тоді виглядала як червоний надгігант, а не блакитний гігант головної послідовності. Крива блиску, зумовлена викидом речовини, не була схожа на інші викиди. У 2009 році зоря була приблизно в 15 000 разів яскравіше за Сонце, за відсутності міжзоряного поглинання, її видима зоряна величина могла б становити 8,5.
Збільшення яскравості викликано швидким розширенням зовнішніх шарів зорі. Спостереження за допомогою інструмента Паломарский интерферометр показали, що радіус зорі на той момент становив 1570 ± 400 радіусів Сонця, підтверджуючи таким чином більш ранні обчислення. До 2014 року радіус зменшився до 750 ± 200 сонячних (трохи менше радіуса Бетельгейзе). Однак поточні оцінки відстані й радіусу приблизно на 25 % нижчі, ніж передбачалося в цих роботах[яких?].

## Світлова луна
Під час спалаху було зафіксовано світлову луну — внаслідок відбиття світла спалаху від хмар газу та пилу виникла ілюзія, що швидкість світла нібито перевищувала світлову. Так, за кілька місяців туманність збільшила свій видимий розмір із 4 до 7 світлових років. Розширення цієї луни тривало до 2010 року.